# La Mort en ce jardin
Pour plus de détails, voir Fiche technique et Distribution.
La Mort en ce jardin est un film franco-mexicain réalisé par Luis Buñuel et sorti en 1956.

## Résumé
Chark, un aventurier européen, arrive dans une bourgade d’un pays fictif d'Amérique latine, situé près de la frontière avec le Brésil, et où sont exploités des gisements de diamants. À ce moment, une révolte se prépare. Les prospecteurs de diamants, spoliés par l’État et dépouillés de leurs biens par le capitaine Ferrero, un despote corrompu, se préparent à attaquer la garnison gouvernementale. Chark, accusé de vol, est conduit à la garnison et incarcéré, mais il parvient à s’évader. Les prospecteurs attaquent la garnison mais l’armée envoie des renforts et l'attaque échoue. Les rebelles doivent fuir. Chark se joint à certains d’entre eux : Castin, un vieux prospecteur français que les diamants ont enrichi ; Maria, sa fille sourde-muette ; Djin, une prostituée que Castin voudrait épouser ; le père Lizardi, un prêtre missionnaire. Pour ce faire, ils s’emparent du bateau d’un trafiquant à la solde des militaires qui les trahira rapidement. Les fugitifs doivent abandonner le bateau et partir à pied dans une jungle touffue. Dans cet environnement hostile, les fugitifs ne savent pas exactement où aller. Ils ont l'intention de rejoindre le Brésil, mais leur situation devient de plus en plus désespérée. Alors qu’ils sont perdus, Chark part en éclaireur et découvre, au bord d’un lac situé à la frontière du Brésil, les restes d'un avion qui s’est écrasé en forêt récemment. Mais Castin est devenu fou ; il tue la prostituée puis le père Lizardi avant que Chark le tue à son tour. Chark et Maria essaient de gagner le Brésil dans un canot pneumatique.

## Thèmes et contexte
Ce film d’aventures est empreint du symbolisme cher au réalisateur : la religion (le prêtre Michel Piccoli), la chair, l'argent et les institutions (Simone Signoret en prostituée, Charles Vanel en propriétaire terrien) côtoient la pureté (Michèle Girardon en sourde-muette) dans un vent de révolte (l'aventurier Georges Marchal). Surréalisme avec les scènes de la prostituée en robe du soir au milieu de la jungle et de l’authentique vierge aux prises avec les forces naturelles (sa chevelure emmêlée à celle d’une autre vierge, la forêt) et renouveau d’un monde enfin épuré : le guide et la vierge voguant ensemble sur une mer étale…     

## Fiche technique
- Titre original : La Mort en ce jardin
- Titre mexicain : La Muerte en el jardín
- Réalisation : Luis Buñuel
- Scénario : Luis Buñuel, Raymond Queneau, Luis Alcoriza d’après le roman éponyme de José-André Lacour (Éditions Julliard, 1954)
- Dialogues : Raymond Queneau, Gabriel Arout
- Décors : Edward Fitzgerald
- Costumes : Georgette Somohano
- Maquillages : Román Juárez
- Photographie : Jorge Stahl Jr.
- Son : Maurice Laroche, José de Perez
- Montage : Marguerite Renoir, Denise Charvein, Luis Buñuel
- Scripte : Colette Crochot
- Musique : Paul Misraki
- Producteur : David Magne
- Producteur délégué : Óscar Dancigers
- Producteur exécutif : Léon Carré
- Sociétés de production : Dismage (France), Producciónes Tepeyac (Mexique)
- Sociétés de distribution : Cinédis (distributeur d'origine France), Les Grands Films Classiques (France)
- Pays de production :  France,  Mexique
- Langue : français
- Format : 35 mm — couleur par Eastmancolor — 1.37:1 — son monophonique (Western Electric Sound System)
- Genre : drame, film d'aventure
- Durée : 99↔108[1] minutes
- Dates de sortie : 
  - France : 19 septembre 1956
  - Mexique : 9 juin 1960
- (fr) Classifications CNC : tous publics, Art et Essai (visa d'exploitation no 17393 délivré le 19 septembre 1956)
- Affiche : René Péron (France)

## Distribution
- Georges Marchal : Chark
- Simone Signoret : Djin
- Michel Piccoli : le père Lizardi
- Charles Vanel : Castin
- Michèle Girardon : Maria Castin
- Jorge Martínez de Hoyos : le capitaine Ferrero
- Alberto Pedret : le second lieutenant Jiménez
- Tito Junco : Chenko
- Raúl Ramírez : Álvaro
- Luis Aceves Casta exa : Alberto
- Marc Lambert : un mineur
- Federico Curiel (non crédité)

## Tournage
- Période prises de vue : 15 mars au 15 juin 1956
- Extérieurs au  Mexique : Catemaco et Cosamaloapan dans l'État de Veracruz, Molino de Flores et Texcoco dans l'État de Mexico

## Autour du film
« La Mort en ce jardin n’est sûrement pas le plus grand film de Buñuel, mais ces trois mois de tournage au Mexique ont compté pour moi, Michel Piccoli et Charles Vanel, comme des vacances inoubliables. Peut-être aussi pour Georges Marchal mais, comme je ne l’ai plus guère revu, je n’ai pas eu l’occasion de radoter avec lui comme je le fais aujourd’hui encore avec Charles et Michel, ou encore avec Colette Crochot, la scripte. D’abord, il y avait Buñuel ; tous les acteurs qui ont travaillé avec lui l’ont déjà dit avant moi : passer sa journée avec Don Luis, ce n’est pas aller au travail, c’est s’amuser. […] Et puis il y avait Óscar. Óscar Dancigers, le plus russe des producteurs mexicains, après avoir été le plus russe des émigrants, le plus russe des charmants Russes — je pense à Kessel et à Tola Litvak. […] Et puis il y avait mes deux complices, Vanel et Piccoli, et des mystifications énormes, et des batailles à coups de verres d’eau, qui devinrent des seaux d’eau. Enfin, il y avait le Mexique. Je défie qui que ce soit de ne pas tomber amoureux du Mexique — je ne parle pas des paysages, je parle des gens. J’ai l’air folklorique en parlant comme ça : tant mieux, le folklore a quelquefois du bon, quand il exprime son sens réel, c'est-à-dire quand il s’applique au mot "peuple". J’irai même jusqu’à dire pueblo. »

— Simone Signoret

De son côté, Buñuel, dans ses mémoires, n'a pas le même souvenir du tournage : 

« Comme [Simone Signoret] se montrait assez turbulente pendant le tournage, distrayant les autres comédiens, je demandai un jour au chef machiniste de prendre son mètre, de mesurer une distance de cent mètres à partir de la caméra et d'installer à cette distance les sièges des acteurs français. »

Concernant la participation de Queneau à l'écriture, Buñuel explique qu'il avait « de dramatiques problèmes de scénario », et il ajoute : « Raymond Queneau vint passer une quinzaine de jours au Mexique pour tenter — vainement — de m'aider à m'en sortir. »